# سرویس حفاظت فدرال (ایالات متحده آمریکا)
سرویس حفاظت فدرال (به انگلیسی: Federal Protective Service FPS) یک آژانس مجری قانون فدرال در وزارت امنیت میهن ایالات متحده آمریکا (DHS) است. همچنین "آژانس فدرال مسئول حفاظت و ارائه خدمات یکپارچه اجرای قانون و امنیتی به تاسیسات متعلق به یا اجاره شده توسط اداره خدمات عمومی (GSA)" - بیش از ۹۰۰۰ ساختمان - و ساکنان آنها است.

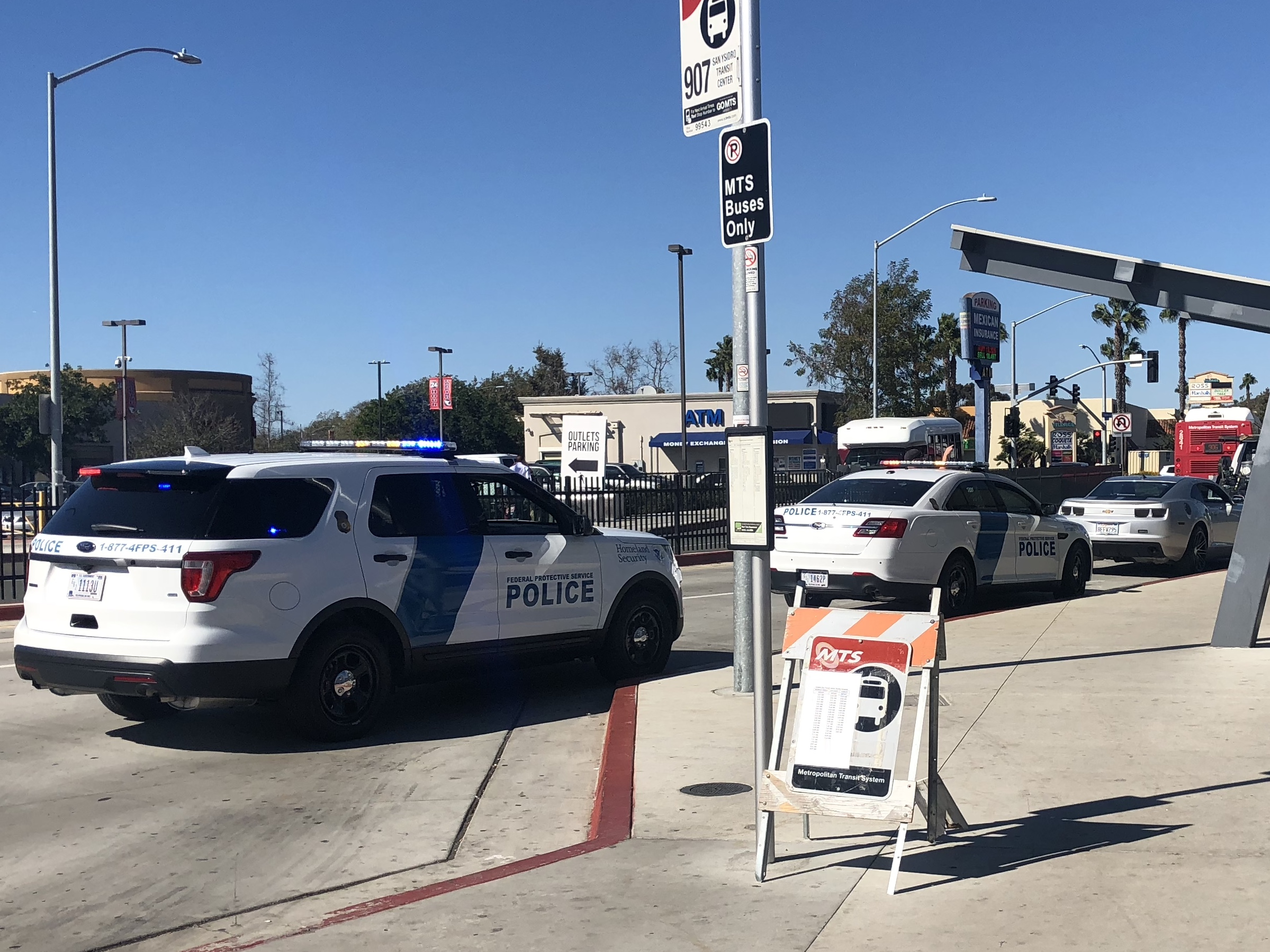
توقف ترافیک FPS

سرویس حفاظت فدرال یک آژانس مجری قانون فدرال است که تقریباً ۹۰۰ افسر مجری قانون را استخدام می‌کند که آموزش اولیه خود را در مرکز آموزش اجرای قانون فدرال (FLETC) می‌گذرانند. سرویس حفاظت فدرال خدمات یکپارچه اجرای قانون و امنیتی را برای ساختمان‌های فدرال ایالات متحده، دادگاه‌ها و سایر دارایی‌هایی که توسط GSA و DHS اداره می‌شوند، ارائه می‌کند.
در حمایت از مأموریت خود، سرویس حفاظت فدرال با شرکت‌های امنیتی خصوصی قرارداد می‌بندد تا ۱۳۰۰۰ افسر امنیتی محافظ مسلح دیگر (PSO) را فراهم کند تا کنترل دسترسی و پاسخ امنیتی را در ساختمان‌های فدرال فراهم کند. این PSOها افسران مجری قانون فدرال نیستند، بلکه کارکنان امنیتی خصوصی هستند که توسط سرویس حفاظت فدرال آموزش دیده‌اند. سرویس حفاظت فدرال همچنین از اموال غیر GSA به عنوان مجاز محافظت می‌کند و فعالیت‌های مختلفی را برای ارتقای امنیت داخلی انجام می‌دهد، همان‌طور که وزیر امنیت میهن ممکن است تجویز کند، از جمله ارائه یک واکنش پلیسی متحدالشکل به رویدادهای ویژه امنیت ملی و بلایای ملی.
سرویس حفاظت فدرال تا اکتبر ۲۰۰۹ بخشی از اداره مهاجرت و گمرک بود، زمانی که به اداره حفاظت و برنامه‌های ملی منتقل شد. به عنوان بخشی از تبدیل NPPD به آژانس امنیت سایبری و امنیت زیرساخت، سرویس حفاظت فدرال بیشتر به اداره مدیریت این بخش منتقل شد.